# زنی که سه بار ازدواج کرد
زنی که سه بار ازدواج کرد (انگلیسی: Thrice Married Woman؛ کره‌ای: 세번 결혼하는 여자) یک مجموعه تلویزیونی محصول کره جنوبی سال ۲۰۱۳ به نویسندگی کیم سو هیون با بازی لی جی آه، اوم جی وون، سونگ چانگ یی، ها سوک جین، سو یونگ هی و جو هان سون است. این مجموعه از ۹ نوامبر ۲۰۱۳ تا ۳۰ مارس ۲۰۱۴، روزهای شنبه و یکشنبه ساعت ۲۱:۵۵ (کی‌اس‌تی) از اس‌بی‌اس پخش شد.

## بازیگران

### اصلی
- لی جی آه در نقش اوه اون سو
- اوم جی وون در نقش اوه هیون سو
- سونگ چانگ یی در نقش جونگ ته وون
- ها سوک جین در نقش کیم جون گو
- سو یونگ هی در نقش پارک جو ها
- جو هان سون در نقش آن کوانگ مو[۲]